# Sandy Martin (actrice)
Pour les articles homonymes, voir Sandy Martin.
Sandy Martin, née le 3 mars 1949 à Philadelphie (Pennsylvanie), est une actrice américaine.
Elle tourne notamment pour la télévision dans des séries telles que Lou Grant, Les deux font la paire ou Falcon Crest. Néanmoins, elle apparaît également au cinéma, à l'image des films Extremities (1986), Jawbreaker (1999), Napoleon Dynamite (2004) et Three Billboards : Les Panneaux de la vengeance (2017), dans lesquels elle tient des rôles secondaires.

## Filmographie

### Cinéma
- 1977 : False Face : Sandy
- 1977 : 2076 Olympiad : Shiela
- 1982 : 48 heures : la policière
- 1985 : Profession : Génie : madame Meredith
- 1986 : Extremities : officier Sudow
- 1986 : La prison des sévices : Kay Butler
- 1987 : Barfly : Janice
- 1991 : Sans aucune défense : la juge
- 1994 : Lune rouge : la vendeuse d'armes
- 1994 : Speed : la barman
- 1995 : Above Suspicion : la serveuse
- 1996 : Female Perversions : Trudy
- 1996 : Guy
- 1997 : Sparkler : Ed
- 1998 : Drôles de Papous : infirmière
- 1998 : They Come at Night : Hazel
- 1999 : Jawbreaker : infirmière
- 2000 : Marlene : Louella Parsons
- 2001 : Divine mais dangereuse : femme du Bingo
- 2004 : Napoleon Dynamite : grand-mère
- 2005 : Adam & Steve : la cycliste
- 2006 : Hot Tamale : Ed
- 2008 : Marley et moi : Lori
- 2008 : Mister Showman : femme de chambre
- 2008 : Lower Learning : Olympia Parpadelle
- 2009 : My Suicide : madame Ellis
- 2009 : Kisses Over Babylon (court métrage) : employée de bureau
- 2010 : Pickin' & Grinnin' : Tante Katie
- 2010 : Beneath the Dark : Colleen
- 2010 : Annie in the Aisle of Irma (court métrage) : Grams
- 2010 : PSA: An Important Message from Women EVERYWHERE (court métrage)
- 2011 : I Love You Like Crazy (court métrage) : infirmière Dottie
- 2012 : Sept psychopathes : mère de Tommy
- 2012 : Sunset Stories : Stu
- 2012 : Plan B (court métrage) : conductrice du van
- 2013 : Lovelace : femme au tiquet
- 2013 : Ass Backwards : Qwen
- 2013 : SuperZero (court métrage) : mère de Superman
- 2014 : Teach Me Love : Susan Vale
- 2014 : My Eleventh
- 2015 : With Grace (court métrage) : Grace
- 2016 : Stars Are Already Dead : grand-mère
- 2017 : Three Billboards : Les Panneaux de la vengeance : Mama Dixon
- 2018 : The Head Thieves : Judy Castillo
- 2019 : Dumbo : Verna
- 2019 : Medicine Men : Annie

### Télévision
- 1977-1981 : Lou Grant : Gloria (2 épisodes)
- 1978 : The Gift of Love : mère de Jan (téléfilm)
- 1979 : Kaz (1 épisode)
- 1981 : Sizzle : assistante de Freda (téléfilm)
- 1981 : The Patricia Neal Story : première femme (téléfilm)
- 1982 : En quête d'indices : Gloria (téléfilm)
- 1982 : Farrell for the People : journaliste (téléfilm)
- 1982 : Hôpital St Elsewhere : madame Lawson (1 épisode)
- 1982 : Ralph Super-héros : femme (1 Épisode)
- 1982-1984 : Capitaine Furillo : Bailiff / Abigail Mizell (3 épisodes)
- 1983 : Transports en commun : Peggy Ryan (téléfilm)
- 1983 : Les deux font la paire : infirmière Chapman (1 épisode)
- 1984 : Falcon Crest : infirmière (1 épisode)
- 1984 : Matt Houston : la policière (1 épisode)
- 1984 : The Duck Factory (1 épisode)
- 1984-1988 : Tribunal de nuit : sœur Mo (2 épisodes)
- 1985 : Suburban Beat : Contata (téléfilm)
- 1985 : Rick Hunter : Iris Balzer (1 épisode)
- 1985 : La Cinquième Dimension : Lindy (1 épisode)
- 1986 : Les diamants de la vengeance : Gladys (mini-série)
- 1986 : Fresno : femme d'âge moyen (mini-série)
- 1986 : What's Happening Now! (1 épisode)
- 1987 : Kenny Rogers as The Gambler, Part III: The Legend Continues : madame Dickey (téléfilm)
- 1987 : Daddy : la réceptionniste (téléfilm)
- 1987 : Convicted: A Mother's Story (téléfilm)
- 1987 : Femmes d'affaires et Dames de cœur : responsable du motel (1 épisode)
- 1988 : La force de l'amour : Violet Young (téléfilm)
- 1988 : Police Story: Cop Killer : Mona Ramsey (téléfilm)
- 1988 : Santa Barbara : Betty Grayson (1 épisode)
- 1989 : Matlock : manager (1 épisode)
- 1990 : ABC Afterschool Special (1 épisode)
- 1991 : Equal Justice : avocate (1 épisode)
- 1993 : South of Sunset : sergent (1 épisode)
- 1994 : Models Inc. : la policière (1 épisode)
- 1995 : Indictment: The McMartin Trial : député Phyllis (téléfilm)
- 1996-2001 : Urgences : sœur Helen / madame Zarian (2 épisodes)
- 1997 : On the Line : la barman (téléfilm)
- 1999 : Sliders : Les Mondes parallèles : Shirley Montana (1 épisode)
- 2000 : Sarah : Vinnie (1 épisode)
- 2000 : Providence : la ministre (1 épisode)
- 2001 : Stranger Inside : madame Johnny Cochran (téléfilm)
- 2001 : New York Police Blues : Annie (1 épisode)
- 2001-2007 : Les Experts : gestionnaire de bureau / camionneuse (2 épisodes)
- 2003 : La Vie avant tout : Iris Rawlings (1 épisode)
- 2003-2004 : Astro Boy 2003 : Abercrombie (50 épisodes)
- 2004 : Division d'élite : conseillère conjugale (1 épisode)
- 2005 : FBI : Portés disparus : Iris Healy (1 épisode)
- 2005 : Les Experts : Manhattan : madame Collins (1 épisode)
- 2005 : Nip/Tuck : Helen Holden (1 épisode)
- 2005 : Desperate Housewives : femme #1 (1 épisode)
- 2006-2018 : Philadelphia : madame Mac (12 épisodes)
- 2007 : Cold Case : Affaires classées : Karen Watson (1 épisode)
- 2007 : Jericho : madame Herbert (1 épisode)
- 2007 : Saving Grace : sœur Laura Marie (1 épisode)
- 2007-2011 : Big Love : Selma Greene (10 épisodes)
- 2008 : Speed Freaks : la policière (téléfilm)
- 2009 : Weeds : docteur (1 épisode)
- 2009 : Earl : grand-mère de Joy (1 épisode)
- 2009 : The Unit : Commando d'élite : la femme à la canne (1 épisode)
- 2009 : Hot Sluts : Jackie (1 épisode)
- 2009 : Les Feux de l'amour : Jimmy (5 épisodes)
- 2010 : Warren the Ape : Agnes Osborn (1 épisode)
- 2010-2011 : Svetlana : Liam (4 épisodes)
- 2011 : Shameless : docteur (1 épisode)
- 2011-2013 : Good Job, Thanks ! : Barbara (5 épisodes)
- 2012 : The New Normal : Miss Pepper (1 épisode)
- 2012 : Championnes à tout prix : Marge (1 épisode)
- 2012 : 2 Broke Girls : madame Pyle (1 épisode)
- 2012 : Rizzoli and Isles : Kendra Dee (1 épisode)
- 2012 : The Closer : L.A. enquêtes prioritaires : madame Wallingham (1 épisode)
- 2012 : Parenthood : éleveuse de chiens (1 épisode)
- 2012 : Napoleon Dynamite : grand-mère (6 épisodes)
- 2013 : Dads : Ethel (1 épisode)
- 2013 : Quick Draw : Ma Bender (1 épisode)
- 2014 : First Murder : Sue Leonard (1 épisode)
- 2014 : Perception : Shirley (1 épisode)
- 2014 : The Haves and the Have Nots : Mama Rosa (3 épisodes)
- 2014-2017 : Playing House : Mary Pat Caruso (6 épisodes)
- 2014-2017 : Hand of God : Randy (10 épisodes)
- 2015 : Blunt Talk (1 épisode)
- 2015 : Transparent : Sandy (2 épisodes)
- 2016 : Wander : Dorothy (1 épisode)
- 2017 : OVER & OUT : Gert (téléfilm)
- 2017 : Comrade Detective : la propriétaire de Nikita (1 épisode)
- 2018 : Shooter : Adele Poole (1 épisode)
- 2018 : Bravest Warriors : Dolores (1 épisode)
- 2018 : Ray Donovan : Sandy Patrick (5 épisodes)

## Voix françaises
- Cathy Cerda (4 fois) dans :
  - Teach Me Love : Susan Vale (2014)
  - First Murder : Sue Leonard (série télévisée) (2014)
  - Ray Donovan : Sandy Patrick (série télévisée) (2018-2019)
  - Dumbo : Verna (2019)

- Frédérique Cantrel (2 fois) dans :
  - 2 Broke Girls : Madame Pyle (série télévisée) (2012)
  - Three Billboards : Les Panneaux de la vengeance : Mama Dixon (2017)

- Isabelle Leprince (2 fois) dans :
  - Rizzoli and Isles : Kendra Dee (série télévisée) (2012)
  - Shooter : Adele Poole (série télévisée) (2018)

- Nicole Favart dans Extremities : officier Sudow (1986)
- Mireille Delcroix dans Big Love : Selma Greene (série télévisée) (2007-2011)